# Чеколтан, Евгений Фролович
Евгений Фролович Чеколта́н (1917/19 — 1982) — украинский режиссёр, артист цирка, Заслуженный артист УССР.

## Биография
Родился Евгений Фролович Чеколтан в 1919 (1917) г в Киеве. По некоторым данным, вырос в детском доме. По словам самого артиста его вырастила его родная тётя София Рознатовская-Винникова. Творческая деятельность началась 1938 году в Киевском цирке, где он принимал участие в номере «Акробаты-эксцентрики». Работать в цирке Чеколтан Е. Ф. начал благодаря своему другу детства — Григорию Ирмовичу Новаку, дружбу с которым пронёс через всю жизнь.
В годы Великой Отечественной войны Чеколтан работал в Мурманске и Саратове, во фронтовой бригаде от Центрального дома Красной Армии. Во время поездок на фронт в составе фронтовых бригад неоднократно попадал в окружение, из которых выходил вместе с регулярными частями Красной Армии с оружием в руках. Был ранен. Награждён орденами и медалями.
После войны Чеколтан Е. Ф. стал выступать в жанре клоунады. В период 50—60-х гг. Чеколтан Е. Ф. работает в паре с артистом Зоновым. В составе цирковых коллективов выезжал на гастроли в Иран, Финляндию, Венгрию, Францию и другие страны. Принимал участие в совместных выступлениях с такими мастерами циркового искусства как Карандаш, Игорь Кио, Юрий Никулин, братья Ширман. Длительное время работал в составе цыганского циркового коллектива — Амэ рома.
С 1972 года — работает режиссёром Дирекции Украинских коллективов «Цирк на сцене», а с 1974 года — главным режиссёром. Чеколтан Е. Ф. осуществил постановку множества программ и номеров в различных жанрах. Но самый большой успех принесла режиссёру подготовка клоунских ансамблей. Среди его учеников такие известные клоуны, как А. Дубинин, Г. Картуков, И. Полысаев. После выхода на пенсию преподавал в Киевском эстрадно-цирковом училище.
В 1977 году указом Верховного Совета Украинской ССР за заслуги в развитии циркового искусства и эстетического воспитания трудящихся Чеколтану Евгению Фроловичу было присвоено звание заслуженного артиста Украинской ССР. Умер 20 июля 1982 г. в Киеве.